# Boronia megastigma
Boronia megastigma là một loài thực vật có hoa trong họ Cửu lý hương. Loài này được Nees ex Bartlett mô tả khoa học đầu tiên năm 1848.